# Philip Yorke, 2. hrabě z Hardwicke
Philip Yorke, 2. hrabě z Hardwicke (Philip Yorke, 2nd Earl of Hardwicke, 2nd Viscount Royston, 2nd Baron Hardwicke) (9. března 1720 – 16. května 1790) byl britský politik ze šlechtické rodiny Yorke. V mládí byl aktivním členem Dolní sněmovny, jako dědic titul hraběte z Hardwicke (1764) zastával již jen čestné funkce, proslul jako mecenáš věd a umění, angažoval se také v charitě. Jeho mladší bratr Charles Yorke (1722–1770) zastával vysoké funkce v justiční sféře, další bratr Joseph Yorke (1724–1792) byl diplomatem a v armádě dosáhl hodnosti generála.

## Kariéra
Byl nejstarším synem významného právníka 1. hraběte z Hardwicke, studoval v Cambridge a v letech 1741–1764 byl členem Dolní sněmovny. Od mládí působil na ministerstvu financí, v letech 1757–1790 byl lordem-místodržitelem v hrabství Cambridgeshire, od roku 1760 byl členem Tajné rady. Po otci zdědil titul hraběte z Hardwicke a vstoupil do Sněmovny lordů (1764; do té doby jako otcův dědic vystupoval pod jménem vikomt Royston). V politice patřil k whigům, měl také řadu dalších aktivit, mimo jiné v charitě a podpoře umění. Byl členem Královské společnosti (1741), členem Královské společnosti starožitností (1744) a kurátorem Britského muzea (1753–1794), v roce 1753 obdržel čestný doktorát v Cambridge.

## Rodina a majetkové poměry
V roce 1740 se oženil s bohatou dědičkou Jemimou Campbell, baronkou Lucas of Crudwell (1722–1797), dcerou 3. hraběte z Breadalbane. Jejich starší dcera Amabel (1751–1833) byla v roce 1816 povýšena na hraběnku de Grey, tento titul pak přešel na potomstvo její mladší sestry Jemimy (1757–1830), provdané za ministra zahraničí 2. barona Granthama.
Majetkově výhodný sňatek mu umožnil v roce 1741 koupit za 100 000 liber panství Wimpole Hall (Cambridgeshire). Zámek se stal hlavním rodovým sídlem a za 2. hraběte z Hardwicke byl stavebně upravován. Došlo také k úpravám zámeckého parku pod dohledem významného zahradního architekta Capability Brown. Ten se podílel i na úpravách zahrad zámku Wrest Park (Bedfordshire), který byl dědictvím Philipovy manželky Jemimy Campbell.